# Академическая музыка
Академи́ческая му́зыка (серьёзная музыка, светская профессиональная) — музыка, находящаяся в отношении преемственности, прежде всего, к сформировавшимся в Европе в XVII—XIX вв. музыкальным жанрам и формам (опера, симфония, соната и т. п.), мелодическим и гармоническим принципам и инструментальному составу.
В тех или иных конкретных случаях конфликт композиторов-академистов XX века, особенно принадлежащих к авангардным течениям (например, Джона Кейджа или Карлхайнца Штокхаузена), с музыкальной традицией прошлого может быть очень резким, но это именно конфликт (предельно напряжённый диалог), тогда как иные типы современной музыки — от поп-музыки до джаза — с классической европейской музыкальной традицией почти не взаимодействуют.
Впрочем, те или иные эксперименты по скрещиванию академической музыки с разными другими традициями предпринимались на протяжении всего XX века: от созданного Джорджем Гершвином гибрида классики и джаза до записей в сопровождении симфонического оркестра (симфо-джаз), использования симфонического оркестра в рок-музыке (симфо-рок, симфоник-метал, симфо-блэк-метал и т. д.) или с иными заимствованными у «академистов» элементами исполнения, практиковавшимися многими рок-группами.
В более широком смысле слова академической музыкой можно считать ту, что написана, исполняется и изучается в среде музыкантов с академическим музыкальным образованием, сложившимся в XX веке из классических музыкальных традиций, но существенно отошедшей от них в сторону рациональных принципов организации музыкального материала.

## История
- Академическая музыка XX века